# 樂華戲院
25°00′31″N 121°30′50″W / 25.008544°N 121.513949°W

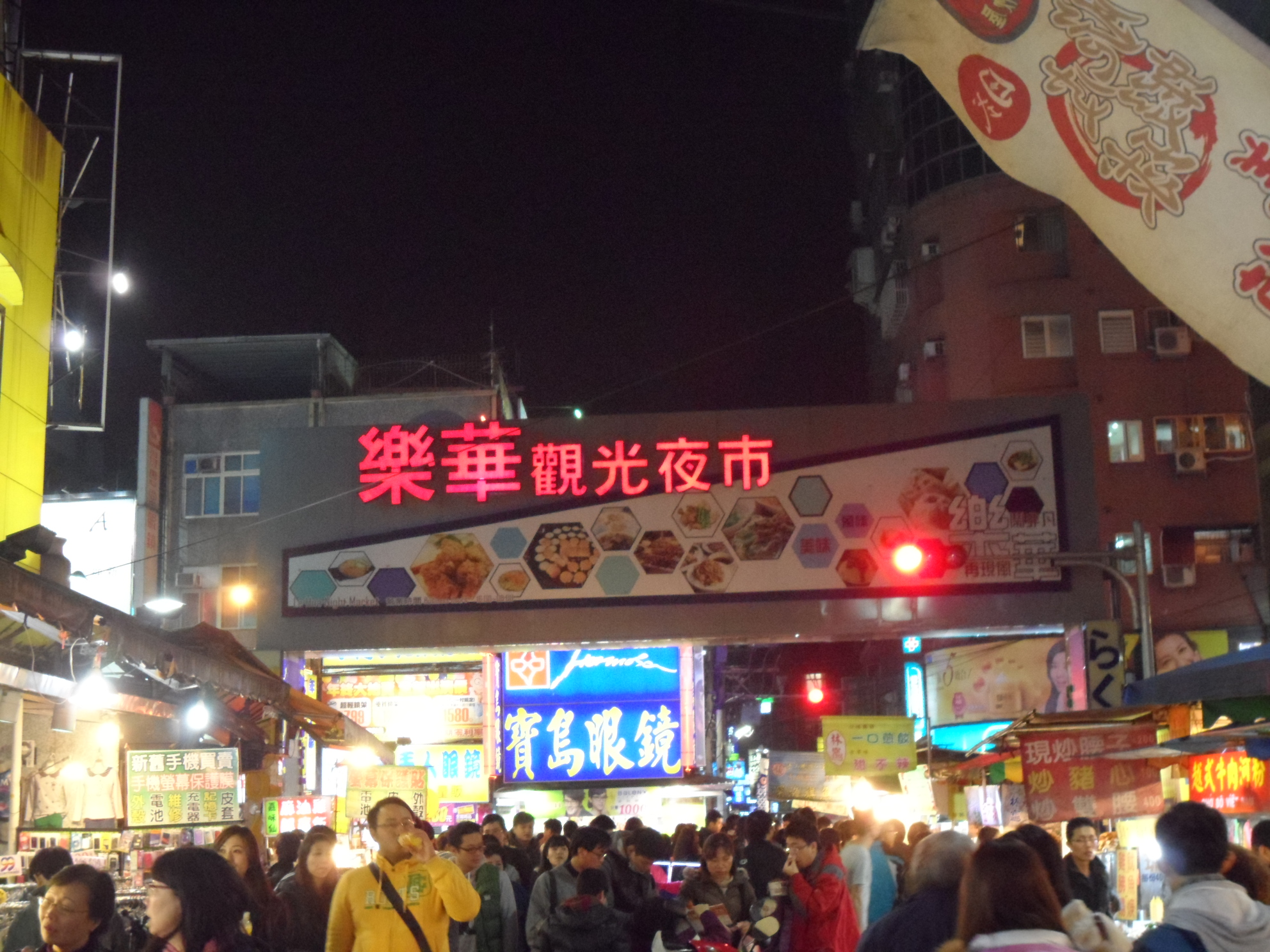
樂華觀光夜市永和路入口處，圖的左側就是原來樂華戲院的位置

樂華戲院是一間以前位在新北市永和的電影院，地址為在現今永和區永和路一段129號，位在永和的永和路永平路口，樂華戲院於1965年10月成立，是永和市第二家現代的電影院。
樂華戲院是由印尼華僑饒少梅所興建，他考量到永和地區社會安定，人口眾多，若開設戲院，可以帶動發展，因此興建了樂華戲院，由於他來到中華民國的過程許多辛苦，最後才快樂的來到中華民國，因此取名「樂華戲院」。鄰近的樂華夜市名稱就是因樂華戲院而來。
後來因為樂華戲院設備老舊，且看電影的人口減少，後來在1999年折除重建，後來改建為錢櫃KTV。

## 外部連結
- GO DATA 樂華戲院 （页面存档备份，存于）
- 樂華戲院
- 新北市樂華觀光夜市巡禮